# Нойкирх, Детлеф
Детлеф Нойкирх (нем. Detlef Neukirch; род. 9 августа 1940) — немецкий шахматист.

## Биография
С 1957 до 1974 года постоянный участник финалов чемпионата ГДР по шахматам. В составе команды «SG Leipzig» (Лейпциг) многократный победитель командного чемпионата ГДР по шахматам (1970—1973, 1981—1983). В международных турнирах по шахматам лучший результат показал в 1976 году в Брно, где занял второе место.
Представлял сборную ГДР на крупнейших командных шахматных турнирах:
- в командном чемпионате Европы по шахматам в 1970 году. В командном зачете завоевал бронзовую медаль;
- в всемирных студенческих командных чемпионатах участвовал пять раз (1962, 1964—1967)[2].